# Joachimowo
Joachimowo [jɔaxiˈmɔvɔ] (deutsch Joachimowen, 1938 bis 1945 Joachimshuben) ist ein kleiner Ort in der polnischen Woiwodschaft Ermland-Masuren und gehört zur Gmina Mrągowo (Landgemeinde Sensburg) im Powiat Mrągowski (Kreis Sensburg).

## Geographische Lage
Joachimowo liegt 500 Meter westlich des Sarg-Sees (polnisch Jezioro Sarż) inmitten der Woiwodschaft Ermland-Masuren, acht Kilometer südwestlich der Kreisstadt Mrągowo (deutsch Sensburg).

## Geschichte
Joachimowen war die Siedlung eines zum Forst Sorquitten (polnisch Sorkwity) gehörenden Forsthauses. Sie zählte 1885 sechs und 1905 zwölf Einwohner. Am 30. September 1928 wurde aus den Gutsbezirken Groß Joachimowen, Klein Joachimowen, Millucken (heute polnisch Miłuki) und Sorquitten (Sorkwity) mit dem Forsthaus Joachimowen die neue Landgemeinde Sorquitten im ostpreußischen Kreis Sensburg gebildet. 1938 wurde die Ortschaft aus politisch-ideologischen Gründen der Abwehr fremdländisch klingender Ortsnamen in „Joachimshuben“ umbenannt.
Seit 1945 gehört der kleine Ort zu Polen und trägt die polnische Namensform „Joachimowo“. Heute ist er eine Ortschaft innerhalb der Gmina Mrągowo (Landgemeinde Sensburg) im Powiat Mrągowski (Kreis Sensburg), bis 1998 der Woiwodschaft Olsztyn (Allenstein), seither der Woiwodschaft Ermland-Masuren zugehörig.

## Kirche
Joachimowen resp. Joachimshuben war bis 1945 in die evangelische Kirche Sorquitten (polnisch Sorkwity) in der Kirchenprovinz Ostpreußen der Kirche der Altpreußischen Union sowie in die katholische Kirche in Stanislewo (1931 bis 1945 Sternsee, polnisch Stanclewo) im damaligen Bistum Ermland eingepfarrt.
Auch heute gehört Joachimowo zur evangelischen Pfarrei Sorkwity, nun allerdings in der Diözese Masuren der Evangelisch-Augsburgischen Kirche in Polen gelegen. Auch katholischerseits ist Joahimowo nun nach Sorkwity hin orientiert, das nun zum Erzbistum Ermland in der polnischen katholischen Kirche gehört.

## Verkehr
Joachimowo liegt nördlich der verkehrstechnisch bedeutenden polnischen Landesstraße 16 (frühere deutsche Reichsstraße 127) und ist sowohl von Bagienice (Alt Bagnowen, 1938 bis 1945 Althöfen) als auch von Janowo (Janowen, 1928 bis 1945 Heinrichsdorf) aus erreichbar. Eine Schienennetzanbindung existiert nicht.